# カステル・ディ・イエーリ
カステル・ディ・イエーリ（イタリア語: Castel di Ieri）は、イタリア共和国アブルッツォ州ラクイラ県にある、人口約300人の基礎自治体（コムーネ）。

## 地理

### 位置・広がり

#### 隣接コムーネ
隣接するコムーネは以下の通り。
- カステルヴェッキオ・スベークオ
- コクッロ
- ゴリアーノ・シーコリ
- ライアーノ